# Casa Mariet
La Casa Mariet és una obra de Bot (Terra Alta) inclosa a l'Inventari del Patrimoni Arquitectònic de Catalunya.

## Descripció
És una gran casa, té una planta baixa -que estava destinada a usos agrícoles-, planta principal d'habitatge i unes golfes de menys alçada que la resta de nivells.
La façana, emblanquinada però en mal estat, dona a tres carrers amb poques obertures que, a més, no segueixen cap criteri ni ordre. Les obertures principals estan al primer pis, amb els emmarcaments de les finestres motllurades amb pedra i degradades en qualque cas. Façana i mur interiors estan construïts amb maçoneria i carreus de pedra, sobretot a les cantonades i a les obertures amb mig punt de la planta baixa. La coberta es a dues aigües.
En algun moment l'habitatge fou ampliat, establint un annex amb la casa situada a l'altre banda del carrer mitjançant un pas superior cobert, que forma part de l'habitació. Els forjats són cabirons i revoltons ceràmics.